# Daytona 500 2019

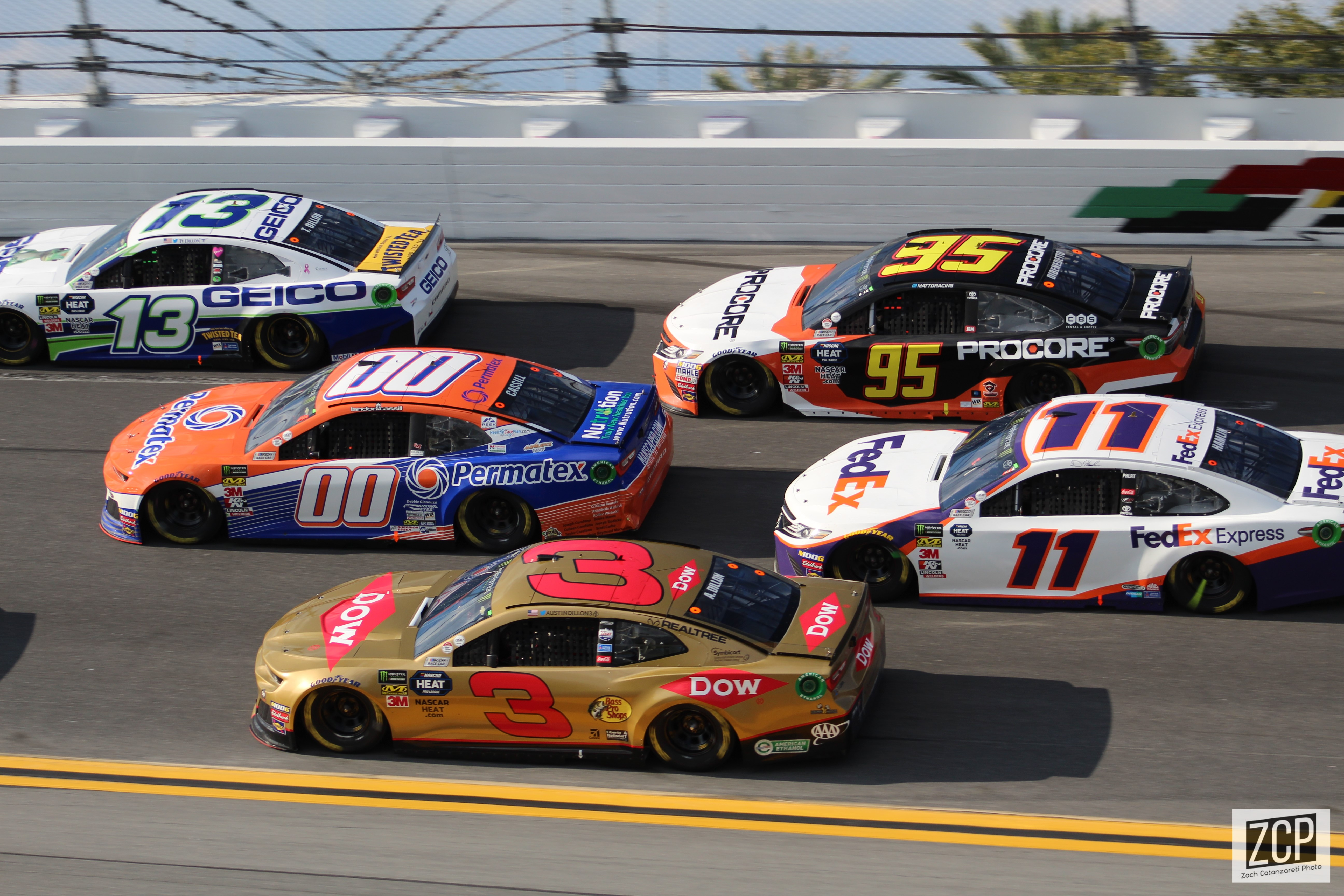
Pack-racing på Daytona International Speedway 2019.

2019 års Daytona 500 hölls den 17 februari på Daytona International Speedway, i Daytona Beach, Florida, USA. Tävling pågick i 207 varv, förlängt från 200 varv på grund av övertid, på den 2.5 engelska mil (4,0 km) långa ovalbanan. Publiken nådde för fjärde året i rad, en siffra på över 100 000.
Denny Hamlin vann loppet.

## Resultat

### Segment-resultat
Segment ett
Varv: 60
| Position                    | Bilnummer | Förare        | Lag                  | Utvecklare | Poäng |
| --------------------------- | --------- | ------------- | -------------------- | ---------- | ----- |
| 1                           | 18        | Kyle Busch    | Joe Gibbs Racing     | Toyota     | 10    |
| 2                           | 88        | Alex Bowman   | Hendrick Motorsports | Chevrolet  | 9     |
| 3                           | 22        | Joey Logano   | Team Penske          | Ford       | 8     |
| 4                           | 41        | Daniel Suárez | Stewart-Haas Racing  | Ford       | 7     |
| 5                           | 12        | Ryan Blaney   | Team Penske          | Ford       | 6     |
| 6                           | 11        | Denny Hamlin  | Joe Gibbs Racing     | Toyota     | 5     |
| 7                           | 9         | Chase Elliott | Hendrick Motorsports | Chevrolet  | 4     |
| 8                           | 42        | Kyle Larson   | Chip Ganassi Racing  | Chevrolet  | 3     |
| 9                           | 4         | Kevin Harvick | Stewart-Haas Racing  | Ford       | 2     |
| 10                          | 20        | Erik Jones    | Joe Gibbs Racing     | Toyota     | 1     |
| Officiella tävlingsresultat |           |               |                      |            |       |

Segment 2
Varv: 60
| Position                    | Bilnummer | Förare              | Lag                   | Utvecklare | Poäng |
| --------------------------- | --------- | ------------------- | --------------------- | ---------- | ----- |
| 1                           | 12        | Ryan Blaney         | Team Penske           | Ford       | 10    |
| 2                           | 24        | William Byron       | Hendrick Motorsports  | Chevrolet  | 9     |
| 3                           | 10        | Aric Almirola       | Stewart-Haas Racing   | Ford       | 8     |
| 4                           | 2         | Brad Keselowski     | Team Penske           | Ford       | 7     |
| 5                           | 17        | Ricky Stenhouse Jr. | Roush Fenway Racing   | Ford       | 6     |
| 6                           | 95        | Matt DiBenedetto    | Leavine Family Racing | Toyota     | 5     |
| 7                           | 4         | Kevin Harvick       | Stewart-Haas Racing   | Ford       | 4     |
| 8                           | 41        | Daniel Suárez       | Stewart-Haas Racing   | Ford       | 3     |
| 9                           | 48        | Jimmie Johnson      | Hendrick Motorsports  | Chevrolet  | 2     |
| 10                          | 22        | Joey Logano         | Team Penske           | Ford       | 1     |
| Officiella tävlingsresultat |           |                     |                       |            |       |

### Slutgiltiga resultat
Varv: 80
| Position                    | Grid | Bilnummer | Förare               | Lag                       | Utvecklare | Varv | Poäng |
| --------------------------- | ---- | --------- | -------------------- | ------------------------- | ---------- | ---- | ----- |
| 1                           | 10   | 11        | Denny Hamlin         | Joe Gibbs Racing          | Toyota     | 207  | 45    |
| 2                           | 31   | 18        | Kyle Busch           | Joe Gibbs Racing          | Toyota     | 207  | 45    |
| 3                           | 28   | 20        | Erik Jones           | Joe Gibbs Racing          | Toyota     | 207  | 35    |
| 4                           | 4    | 22        | Joey Logano          | Team Penske               | Ford       | 207  | 42    |
| 5                           | 34   | 34        | Michael McDowell     | Front Row Motorsports     | Ford       | 207  | 32    |
| 6                           | 22   | 13        | Ty Dillon            | Germain Racing            | Chevrolet  | 207  | 31    |
| 7                           | 26   | 42        | Kyle Larson          | Chip Ganassi Racing       | Chevrolet  | 207  | 33    |
| 8                           | 21   | 47        | Ryan Preece (R)      | JTG Daugherty Racing      | Chevrolet  | 207  | 29    |
| 9                           | 17   | 48        | Jimmie Johnson       | Hendrick Motorsports      | Chevrolet  | 207  | 30    |
| 10                          | 36   | 15        | Ross Chastain (i)    | Premium Motorsports       | Chevrolet  | 207  | 0     |
| 11                          | 2    | 88        | Alex Bowman          | Hendrick Motorsports      | Chevrolet  | 207  | 35    |
| 12                          | 35   | 2         | Brad Keselowski      | Team Penske               | Ford       | 207  | 32    |
| 13                          | 5    | 17        | Ricky Stenhouse Jr.  | Roush Fenway Racing       | Ford       | 207  | 30    |
| 14                          | 19   | 6         | Ryan Newman          | Roush Fenway Racing       | Ford       | 207  | 23    |
| 15                          | 25   | 96        | Parker Kligerman (i) | Gaunt Brothers Racing     | Toyota     | 205  | 0     |
| 16                          | 20   | 3         | Austin Dillon        | Richard Childress Racing  | Chevrolet  | 205  | 21    |
| 17                          | 18   | 9         | Chase Elliott        | Hendrick Motorsports      | Chevrolet  | 200  | 24    |
| 18                          | 32   | 32        | Corey LaJoie         | Go Fas Racing             | Ford       | 200  | 19    |
| 19                          | 38   | 51        | B. J. McLeod (i)     | Rick Ware Racing          | Chevrolet  | 199  | 0     |
| 20                          | 6    | 14        | Clint Bowyer         | Stewart-Haas Racing       | Ford       | 200  | 17    |
| 21                          | 1    | 24        | William Byron        | Hendrick Motorsports      | Chevrolet  | 198  | 25    |
| 22                          | 16   | 40        | Jamie McMurray       | Spire Motorsports         | Chevrolet  | 198  | 15    |
| 23                          | 30   | 62        | Brendan Gaughan (i)  | Beard Motorsports         | Chevrolet  | 197  | 0     |
| 24                          | 27   | 00        | Landon Cassill       | StarCom Racing            | Chevrolet  | 196  | 13    |
| 25                          | 12   | 1         | Kurt Busch           | Chip Ganassi Racing       | Chevrolet  | 196  | 12    |
| 26                          | 3    | 4         | Kevin Harvick        | Stewart-Haas Racing       | Ford       | 194  | 17    |
| 27                          | 39   | 31        | Tyler Reddick (i)    | Richard Childress Racing  | Chevrolet  | 191  | 0     |
| 28                          | 9    | 95        | Matt DiBenedetto     | Leavine Family Racing     | Toyota     | 190  | 14    |
| 29                          | 7    | 21        | Paul Menard          | Wood Brothers Racing      | Ford       | 190  | 8     |
| 30                          | 24   | 38        | David Ragan          | Front Row Motorsports     | Ford       | 190  | 7     |
| 31                          | 14   | 12        | Ryan Blaney          | Team Penske               | Ford       | 190  | 22    |
| 32                          | 8    | 10        | Aric Almirola        | Stewart-Haas Racing       | Ford       | 190  | 13    |
| 33                          | 23   | 41        | Daniel Suárez        | Stewart-Haas Racing       | Ford       | 190  | 14    |
| 34                          | 29   | 8         | Daniel Hemric (R)    | Richard Childress Racing  | Chevrolet  | 190  | 3     |
| 35                          | 11   | 19        | Martin Truex Jr.     | Joe Gibbs Racing          | Toyota     | 190  | 2     |
| 36                          | 33   | 36        | Matt Tifft (R)       | Front Row Motorsports     | Ford       | 190  | 1     |
| 37                          | 15   | 37        | Chris Buescher       | JTG Daugherty Racing      | Chevrolet  | 190  | 1     |
| 38                          | 13   | 43        | Darrell Wallace Jr.  | Richard Petty Motorsports | Chevrolet  | 169  | 1     |
| 39                          | 37   | 52        | Cody Ware            | Rick Ware Racing          | Chevrolet  | 155  | 1     |
| 40                          | 40   | 27        | Casey Mears          | Germain Racing            | Chevrolet  | 104  | 1     |
| Officiella tävlingsresultat |      |           |                      |                           |            |      |       |

### Statistik
- Byte av ledare: 15 gånger fördelat på 9 olika förare[5]
- Varningar/Varv: 12 för 47[5]
- Tävlingens längd: 3 timmar, 45 minuter och 55 sekunder [6]
- Genomsnittlig hastighet: 137.440 mp/h (221.188 km/h) [6]